# 간포
간포(寛保, かんぽう/かんぽ)는 일본의 연호(元号) 중 하나이다.
- 전후 : 겐분(元文) 이후 - 엔쿄(延享) 이전.
- 시기 : 1741년 ~ 1743년
- 천황 : 사쿠라마치 천황
- 쇼군 : 에도 막부의 도쿠가와 요시무네

## 개원(改元)
- 겐분 6년 2월 27일(1741년 4월 12일), 신유혁명에 해당해 개원.
- 간포 4년 2월 21일(1744년 4월 3일), 엔쿄로 개원된다.

## 출전
『국어・주어』의 「寛所以保本也、注曰、本位也、寛則得衆」.

## 간포 시기에 일어난 일

### 죽음
- 원년
  - 고노에 히로코

## 서력과의 대조표
| 간포 | 원년   | 2년    | 3년    | 4년    |
| ---- | ------ | ------ | ------ | ------ |
| 서력 | 1741년 | 1742년 | 1743년 | 1744년 |
| 간지 | 신유   | 임술   | 계해   | 갑자   |

## 같이 보기
- 일본의 연호 일람

| 이전 겐분 | 일본의 연호 1741년 ~ 1744년 | 다음 엔쿄 |